# Jaśnica (dopływ Nysy Kłodzkiej)
Jaśnica (Jasnosz) – potok górski, lewy dopływ Nysy Kłodzkiej o długości 10,41 km.

## Przebieg i opis
Potok płynie w Sudetach Środkowych w Górach Bardzkich w woj. dolnośląskim. Strefa źródliskowa składa się z wielu małych wycieków, których źródła znajdują się na wysokości 608 m n.p.m. na południowym stoku góry Stróża, w Grzbiecie Zachodnim w paśmie Gór Bardzkich. Źródłowe wycieki łączą się ze sobą w jeden potok. Potok w górnym biegu od źródeł do wsi Wojbórz na odcinku około 3 km wartkim nurtem spływa z wysokość 160 m, dalej płynie przez Wojbórz korytem w Obniżeniu Łącznej w kierunku ujścia do Nysy Kłodzkiej w okolicy Podtynia. Przepływa przez przysiółki Rybie i Młynowo. Zasadniczy kierunek biegu potoku Jaśnica jest południowy. Potok odwadnia zbocza Gór Bardzkich, Garbu Golińca oraz Obniżenie Łącznej. Wzdłuż potoku prowadzi droga lokalna Młynów – Wojbórz.